# 在エンカルナシオン領事事務所
在エンカルナシオン領事事務所（スペイン語: Oficina del Cónsul del Japón en Encarnación、英語: Consular Office of Japan in Encarnación）は、パラグアイ南部の主要都市エンカルナシオンに設置されている日本の領事事務所である。

## 沿革
- 1952年4月28日、サンフランシスコ平和条約の発効により日本国が独立、パラグアイも同条約締結国のうちの一国[2]
- 1953年1月15日、パラグアイがサンフランシスコ平和条約を批准したことにより二国間関係が再開される（日本は同条約発効前の1951年11月28日に批准済）[3]
- 1977年6月17日、在エンカルナシオン日本国領事館（スペイン語: Consulado del Japón en Encarnación / Consulado de Japón en Encarnación、英語: Consulate of Japan in Encarnación）の設置が定められる[4]
- 1995年1月、領事館に代わって在エンカルナシオン出張駐在官事務所（在エンカルナシオン駐在官事務所）が開設される[5]
- 2014年8月1日、エンカルナシオンの出張駐在官事務所が在エンカルナシオン領事事務所に改称される[6]

## 所在地
| 日本語     | エンカルナシオン市ロマス・バレンティナス通り角トマス・ロメロ・ペレイラ通り631番地 |
| スペイン語 | Calle Tomás Romero Pereira Nº 631, esq. Lomas Valentinas, Encarnación             |
| 英語       | Tomás Romero Pereira Street No. 631, esq. Lomas Valentinas, Encarnación           |

## 管轄地域
イタプア県、カアサパ県、ミシオネス県及びニェーンブク県を管轄。